# Conjectura de Legendre
La Conjectura de Legendre, proposada pel matemàtic francès Adrien-Marie Legendre, estableix que per a tot enter positiu n, existeix un nombre primer entre n² i (n + 1)². Aquesta conjectura forma part dels anomenats problemes de Landau, i a finals l'any 2007 encara no ha estat provada.